# Small Town Murder Songs
Pour plus de détails, voir Fiche technique et Distribution.
Small Town Murder Songs est un film canadien réalisé par Ed Gass-Donnelly, sorti en 2010.

## Fiche technique
- Titre : Small Town Murder Songs
- Réalisation : Ed Gass-Donnelly
- Scénario : Ed Gass-Donnelly
- Musique : Bruce Peninsula
- Pays :  Canada
- Format : Couleurs
- Durée : 75 minutes
- Date de sortie : 2010

## Distribution
- Jill Hennessy : Rita
- Amy Rutherford : Ava
- Peter Stormare : Walter
- Martha Plimpton : Sam
- Jackie Burroughs : Olive
- Ari Cohen : Washington
- Vladimir Bondarenko : Deacon
- Stephen Eric McIntyre : Steve
- Aaron Poole : Jim
- Trent McMullen : l'officier Kevin
- Erin Brandenburg : l'officier Michelle
- Kat Germain : Jenny
- Jessica Clement : Deb